# 13274 Ройґросс
13274 Ройґросс (13274 Roygross) — астероїд головного поясу, відкритий 17 серпня 1998 року.
Тіссеранів параметр щодо Юпітера — 3,478.